# Sadov
Sadov är en ort i Tjeckien.   Den ligger i regionen Karlovy Vary, i den västra delen av landet, 110 km väster om huvudstaden Prag. Sadov ligger 406 meter över havet och antalet invånare är 1 016.
Terrängen runt Sadov är kuperad åt sydväst, men åt nordost är den platt. Runt Sadov är det tätbefolkat, med 343 invånare per kvadratkilometer. Närmaste större samhälle är Karlovy Vary, 4,2 km söder om Sadov. Omgivningarna runt Sadov är en mosaik av jordbruksmark och naturlig växtlighet.